# Rio, zone Nord
Pour plus de détails, voir Fiche technique et Distribution.
Rio, zone Nord (titre original : Rio Zona Norte) est un film musical brésilien réalisé en 1957 par Nelson Pereira dos Santos.
En novembre 2015, le film est inclus dans la liste établie par l'Association brésilienne des critiques de cinéma (Abraccine) des 100 meilleurs films brésiliens de tous les temps.

## Synopsis
Espirito da Luz Soares, compositeur d'une école de samba, chute d'un train et, dans l'attente des secours, raconte les désillusions de son existence. Alors qu'il espérait enregistrer ses chansons, un ami de la radio s'emparait de ses compositions. Il souhaitait installer un foyer dans un bidonville, afin d'y amener son fils, interne dans un pensionnat. Mais, celui-ci, après avoir commis un vol, fut abattu en sa présence. Alors qu'il agonise, Espirito évoque encore les promesses de la chanteuse Angela Maria qui désirait interpréter une de ses chansons...

## Fiche technique
- Titre du film : Rio, zone Nord
- Titre original : Rio, Zona Norte
- Réalisation, scénario et production : Nelson Pereira dos Santos
- Photographie : Hélio Silva
- Format : Noir et blanc - 35 mm
- Montage : Rafael Justo Valverde
- Décors : Júlio Romito
- Musique : Radamés et Alexandre Gnatalli, Zé Keti et Arthur Vargas Jr.
- Producteurs associés : Ciro Freire Cúri, Mario Marinho et Roberto Santos
- Pays d'origine :  Brésil
- Langue originale : Portugais
- Durée : 90 minutes
- Sortie : 1957

## Distribution
- Grande Otelo : Espirito da Luz
- Malu Maia : Malu
- Jece Valadão : l'agent
- Zé Keti : Alaor
- Angela Maria : elle-même
- Maria Pétar
- Arthur Vargas Jr.
- Haroldo de Oliveira : Lourival
- Paulo Goulart : Moacyr